# Sternopygus pejeraton
Sternopygus pejeraton is een straalvinnige vissensoort uit de familie van de Amerikaanse mesalen (Sternopygidae). De wetenschappelijke naam van de soort is voor het eerst geldig gepubliceerd in 1949 door Schultz.